# Anežka Sládková
Anežka Marta Sládková (* 9. července 2000 Praha) je česká reprezentantka v sedmičkovém a patnáctkovém ragby. 
V roce 2023 vybojovala s českou reprezentací Ragby VII třetí místo na Evropských hrách v Krakově. V anketě Sportovec roku 2023 skončila mezi jednotlivci na 32.místě. 